# NGC 7572
NGC 7572 (również PGC 70919) – galaktyka spiralna (S0-a), znajdująca się w gwiazdozbiorze Pegaza. Odkrył ją Albert Marth 3 listopada 1864 roku.